# Logny-Bogny
Logny-Bogny ist eine französische Gemeinde mit 153 Einwohnern (Stand 1. Januar 2022) im Département Ardennes in der Region Grand Est (vor 2016: Champagne-Ardenne). Sie gehört zum Arrondissement Charleville-Mézières, zum Kanton Signy-l’Abbaye und zum Gemeindeverband Ardennes Thiérache.

## Geographie
Die Gemeinde liegt im 2011 gegründeten Regionalen Naturpark Ardennen und wird vom Fluss Audry durchquert. Umgeben wird Logny-Bogny von den Nachbargemeinden Flaignes-Havys im Norden, Cernion im Nordosten, Aubigny-les-Pothées im Osten, Marlemont im Süden, Liart im Südwesten sowie Prez im Nordwesten.

## Geschichte
Das Dorf wurde zu Beginn des 13. Jahrhunderts vom Domkapitel der Kathedrale von Reims gegründet.

## Bevölkerungsentwicklung
| Jahr                       | 1962 | 1968 | 1975 | 1982 | 1990 | 1999 | 2007 | 2018 |
| Einwohner                  | 165  | 154  | 144  | 153  | 157  | 143  | 179  | 157  |
| Quellen: Cassini und INSEE |      |      |      |      |      |      |      |      |

## Sehenswürdigkeiten

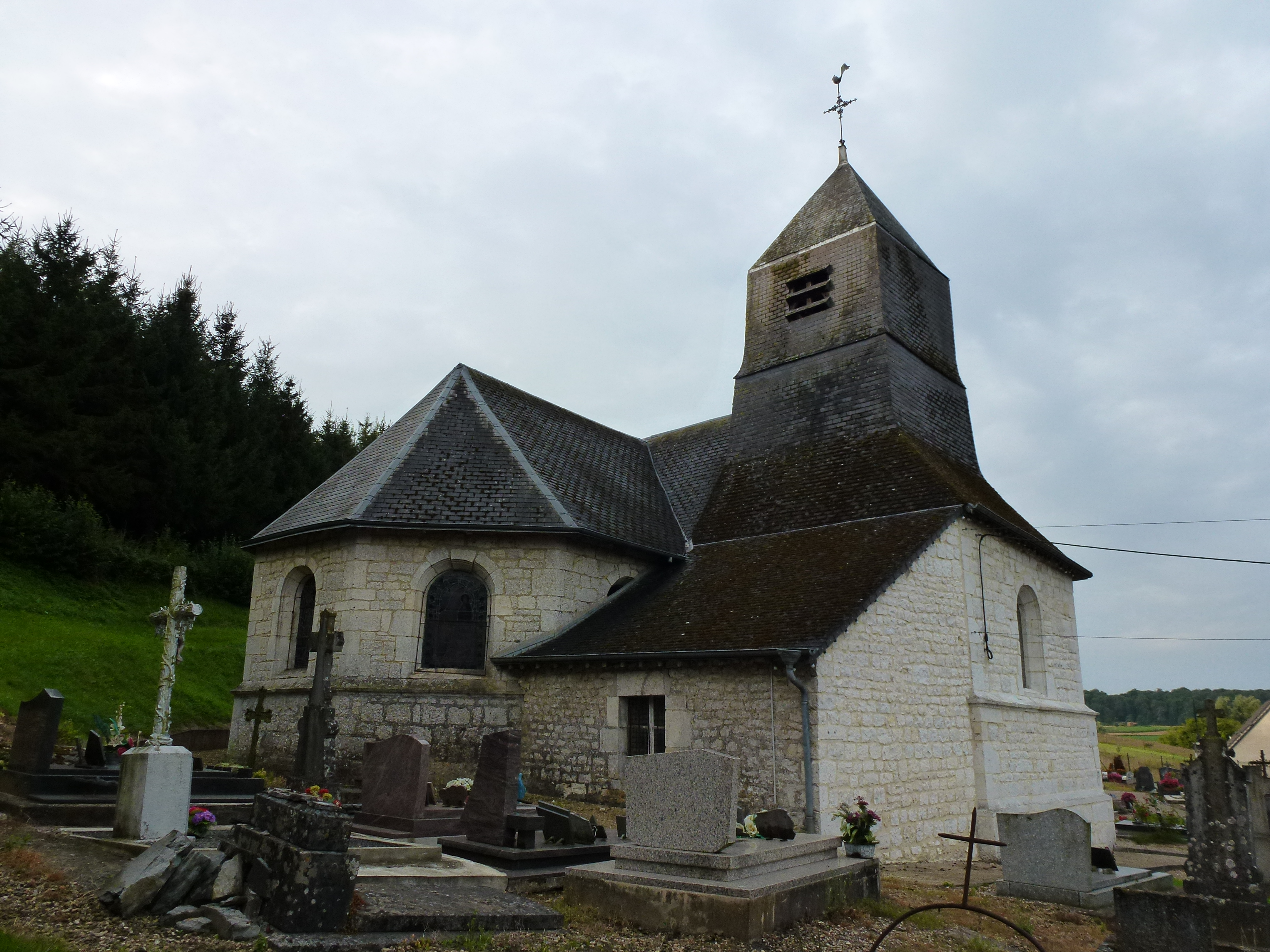
Kirche Saint-Remacle

- Kirche Saint-Remacle